# Вила папируса

Вила папируса (итал. Villa dei Papiri, такође позната и као Villa dei Pisoni) је једна од најлуксузнијих античких вила у Херкулануму и Римском царству, названа тако по својој јединственој библиотеци папируса (свитака). Њен луксуз огледа се у њеној изузетној архитектури и у великом броју истакнутих уметничких дела, фресака и скулптура, који представљају и највећу колекцију грчких и римских скулптура икада откривених на једном месту.
Налазила се на југу Италије, на месту данашњег града Ерколано, у подножју вулкана Везув.

## Историјат
Град Херкуланум био је уништен у ерупцији вулкана Везув 79. године, када је цео град прекривен са око 30 метара вулканског пепела. Херкуланум је први пут путем подземних тунела ископао Карл Вебер између 1750. и 1765. године. Тада су копачи пронашли и остатке елегантне и богато намештене виле.
Име виле потиче од открића њене библиотеке, једине библиотеке грчко-римског света која постоји у целини. Највећи део виле од око 2.800 m2, и даље је под земљом, али делови су очишћена од вулканских наслага. Сматра се да је припадала тасту Јулија Цезара, Л. Калпурнију Пизону , моћном племићу.

## Архитектура и уметност
Смештена неколико стотина метара од најближе куће у Херкулануму, вила се простирала на више од 250 m дуж обале залива Напуља окружена вртовима, виноградима и шумама све до мале луке која јој је припадала. Утврђено је да висина главног спрата није била мања од 16 метара изнад надморске висине, испод ког је имала још четири терасасто распоређена нивоа са погледом на море. Распоред виле, иако много већи, је веран приказ приградских вила у земљи око Помпеје.
Атријум је функционисао као улазни хол и средство комуникације са различитим деловима куће. Улаз је имао богату колонаду окренуту ка мору. Први перистил имао је по 10 колона на свакој страни и базен за пливање у центру. Ту је пронађена бронзана херма Дорифора, реплика Поликлетовог Копљоноше, и Амазонке коју је направио Аполониос. До другог великог перистила долазило се проласком кроз велики таблинум богато украшен бронзаним бистама. Једна од њих је и биста Публија Корнелија Сципиона Африканаца. 
Ово је само део богате уметничке колекције коју је вила поседовала што и указује на њен луксуз. Више од 80 ретких скулптура, бронзаних биста данас се чувају у Напуљском националном археолошком музеју.

## Библиотека
Богата библиотека по којој је вила добила име, била је мала реплика Александријске и Пергамске библиотеке. Налазила се у једној малој просторији, отприлике 3 m x 3 m, на чијим зидовима су се протезале дрвене полице и ормани за књиге. Свака полица је до врха била испуњена папирусним свицима, укупно око 1800 свитака написаних на грчком језику, а нешто мањи на латинском. Највећи део списа дело је Филодема, филозофа епикурејске школе, који је живео у Риму 70-40 година п. н. е. Књиге из библиотеке биле су позајмљиване пријатељима.
У ерупцији вулкана, читава библиотека је била прекривена талогом пепела који је на неки начин и спасио ову богату збирку од пропадања, тако да је данас реконструкција ових списа могућа.
Коришћењем мултиспектралног снимања, технике развијене крајем 20. века, могуће је прочитати угљенисани папирус. Овом врстом снимања може се забележити светлост чија је фреквенција изван видљивог дела спектра, као што је нпр. инфрацрвени или ултраљубичасти део спектра.

## Галерија слика
- Биста Публија Корнелија Сципиона Африканаца
- Бронзана херма Дорифора
- Данаиде
- Фреска, Вила папируса
- Статуа из Виле папируса